# Guélor Kanga
Guélor Kanga Kaku (Oyem, 1º settembre 1990) è un calciatore gabonese, centrocampista dell'Esenler Erokspor e della nazionale gabonese.

## Biografia
La federcalcio congolese nel 2021 ha avviato un’indagine contro quella del Gabon sulla data di nascita effettiva del calciatore: questa infatti è riportata al 1990, nonostante la madre dell'atleta sia morta nel 1986.

## Carriera

### Club
Dopo aver iniziato a giocare in patria, ha giocato nelle prime divisioni russa, ceca e serba.

### Nazionale
Ha esordito in nazionale nel 2012; ha partecipato alla Coppa d'Africa nel 2015, nel 2017 e nel 2021.

## Statistiche

### Presenze e reti nei club
Statistiche aggiornate al 10 novembre 2024.
| Stagione            | Squadra             | Campionato          | Campionato | Campionato | Coppe nazionali | Coppe nazionali | Coppe nazionali | Coppe continentali | Coppe continentali | Coppe continentali | Altre coppe | Altre coppe | Altre coppe | Totale | Totale | Totale |
| Stagione            | Squadra             | Comp                | Pres       | Reti       | Comp            | Pres            | Reti            | Comp               | Pres               | Reti               | Comp        | Pres        | Reti        | Pres   | Reti   |        |
| ------------------- | ------------------- | ------------------- | ---------- | ---------- | --------------- | --------------- | --------------- | ------------------ | ------------------ | ------------------ | ----------- | ----------- | ----------- | ------ | ------ | ------ |
| feb.-giu. 2013      | Rostov              | PL                  | 10+1       | 1+1        | KR              | 2               | 0               | -                  | -                  | -                  | -           | -           | -           | 13     | 2      |        |
| 2013-2014           | Rostov              | PL                  | 24         | 3          | KR              | 3               | 0               | -                  | -                  | -                  | -           | -           | -           | 27     | 3      |        |
| 2014-2015           | Rostov              | PL                  | 19+2       | 1          | KR              | 1               | 0               | UEL                | 2                  | 0                  | SR          | 1           | 0           | 25     | 1      |        |
| 2015-2016           | Rostov              | PL                  | 17         | 2          | KR              | 0               | 0               | -                  | -                  | -                  | -           | -           | -           | 17     | 2      |        |
| Totale Rostov       | Totale Rostov       | Totale Rostov       | 73         | 8          |                 | 6               | 0               |                    | 2                  | 0                  |             | 1           | 0           | 82     | 8      |        |
| 2016-2017           | Stella Rossa        | SL                  | 25         | 6          | CS              | 4               | 1               | UCL+UEL            | 4+0                | 1                  | -           | -           | -           | 33     | 8      |        |
| 2017-feb. 2018      | Stella Rossa        | SL                  | 14         | 3          | CS              | 0               | 0               | UEL                | 12                 | 2                  | -           | -           | -           | 26     | 5      |        |
| feb.-giu. 2018      | Sparta Praga        | 1L                  | 14         | 4          | CC              | -               | -               | UEL                | -                  | -                  | -           | -           | -           | 14     | 4      |        |
| 2018-2019           | Sparta Praga        | 1L                  | 20+4       | 11+1       | CC              | 4               | 0               | UEL                | 2                  | 0                  | -           | -           | -           | 30     | 12     |        |
| 2019-2020           | Sparta Praga        | 1L                  | 26+5       | 12         | CC              | 4               | 2               | UEL                | 2                  | 1                  | -           | -           | -           | 37     | 15     |        |
| Totale Sparta Praga | Totale Sparta Praga | Totale Sparta Praga | 69         | 28         |                 | 8               | 2               |                    | 4                  | 1                  |             | -           | -           | 81     | 31     |        |
| 2020-2021           | Stella Rossa        | SL                  | 26         | 6          | CS              | 2               | 0               | UCL+UEL            | 3+6                | 0+2                | -           | -           | -           | 37     | 8      |        |
| 2021-2022           | Stella Rossa        | SL                  | 31         | 2          | CS              | 4               | 0               | UCL+UEL            | 3+10               | 0+1                | -           | -           | -           | 48     | 3      |        |
| 2022-2023           | Stella Rossa        | SL                  | 30         | 10         | CS              | 3               | 1               | UCL+UEL            | 4+6                | 2+3                | -           | -           | -           | 43     | 16     |        |
| 2023-2024           | Stella Rossa        | SL                  | 31         | 9          | CS              | 2               | 0               | UCL                | 3                  | 0                  | -           | -           | -           | 36     | 9      |        |
| 2024-2025           | Stella Rossa        | SL                  | 31         | 1          | CS              | 4               | 0               | UCL                | 5                  | 1                  | -           | -           | -           | 40     | 2      |        |
| Totale Stella Rossa | Totale Stella Rossa | Totale Stella Rossa | 188        | 37         |                 | 19              | 2               |                    | 56                 | 12                 |             | -           | -           | 263    | 51     |        |
| Totale carriera     | Totale carriera     | Totale carriera     | 330        | 73         |                 | 33              | 4               |                    | 62                 | 13                 |             | 1           | 0           | 426    | 90     |        |

### Cronologia presenze e reti in nazionale
| Cronologia completa delle presenze e delle reti in nazionale ― Gabon | Cronologia completa delle presenze e delle reti in nazionale ― Gabon | Cronologia completa delle presenze e delle reti in nazionale ― Gabon | Cronologia completa delle presenze e delle reti in nazionale ― Gabon | Cronologia completa delle presenze e delle reti in nazionale ― Gabon | Cronologia completa delle presenze e delle reti in nazionale ― Gabon | Cronologia completa delle presenze e delle reti in nazionale ― Gabon | Cronologia completa delle presenze e delle reti in nazionale ― Gabon |
| Data                                                                 | Città                                                                | In casa                                                              | Risultato                                                            | Ospiti                                                               | Competizione                                                         | Reti                                                                 | Note                                                                 |
| -------------------------------------------------------------------- | -------------------------------------------------------------------- | -------------------------------------------------------------------- | -------------------------------------------------------------------- | -------------------------------------------------------------------- | -------------------------------------------------------------------- | -------------------------------------------------------------------- | -------------------------------------------------------------------- |
| 15-6-2012                                                            | Nelspruit                                                            | Sudafrica                                                            | 3 – 0                                                                | Gabon                                                                | Amichevole                                                           | -                                                                    |                                                                      |
| 8-9-2012                                                             | Libreville                                                           | Gabon                                                                | 1 – 1                                                                | Togo                                                                 | Qual. Coppa d'Africa 2013                                            | -                                                                    | 85’                                                                  |
| 11-9-2012                                                            | Beauvais                                                             | Gabon                                                                | 1 – 0                                                                | Arabia Saudita                                                       | Amichevole                                                           | -                                                                    | 46’                                                                  |
| 14-10-2012                                                           | Lomé                                                                 | Togo                                                                 | 2 – 1                                                                | Gabon                                                                | Qual. Coppa d'Africa 2013                                            | -                                                                    |                                                                      |
| 14-11-2012                                                           | Libreville                                                           | Gabon                                                                | 2 – 2                                                                | Portogallo                                                           | Amichevole                                                           | -                                                                    |                                                                      |
| 10-1-2013                                                            | Al Wakrah                                                            | Gabon                                                                | 1 – 1                                                                | Tunisia                                                              | Amichevole                                                           | -                                                                    |                                                                      |
| 15-1-2013                                                            | Saida                                                                | Libano                                                               | 0 – 0                                                                | Gabon                                                                | Amichevole                                                           | -                                                                    |                                                                      |
| 23-3-2013                                                            | Pointe-Noire                                                         | Rep. del Congo                                                       | 1 – 0                                                                | Gabon                                                                | Qual. Mondiali 2014                                                  | -                                                                    | 58’                                                                  |
| 8-6-2013                                                             | Franceville                                                          | Gabon                                                                | 0 – 0                                                                | Rep. del Congo                                                       | Qual. Mondiali 2014                                                  | -                                                                    | 46’                                                                  |
| 15-6-2013                                                            | Franceville                                                          | Gabon                                                                | 4 – 1                                                                | Niger                                                                | Qual. Mondiali 2014                                                  | -                                                                    | 90’                                                                  |
| 11-10-2014                                                           | Libreville                                                           | Gabon                                                                | 2 – 0                                                                | Burkina Faso                                                         | Qual. Coppa d'Africa 2015                                            | -                                                                    | 86’                                                                  |
| 15-10-2014                                                           | Ouagadougou                                                          | Burkina Faso                                                         | 1 – 1                                                                | Gabon                                                                | Qual. Coppa d'Africa 2015                                            | -                                                                    | 62’                                                                  |
| 19-11-2014                                                           | Libreville                                                           | Gabon                                                                | 4 – 2                                                                | Lesotho                                                              | Qual. Coppa d'Africa 2015                                            | -                                                                    | 72’                                                                  |
| 9-1-2015                                                             | Casablanca                                                           | Senegal                                                              | 1 – 0                                                                | Gabon                                                                | Amichevole                                                           | -                                                                    | 46’                                                                  |
| 17-1-2015                                                            | Bata                                                                 | Burkina Faso                                                         | 0 – 2                                                                | Gabon                                                                | Coppa d'Africa 2015 - 1º turno                                       | -                                                                    | 63’                                                                  |
| 21-1-2015                                                            | Bata                                                                 | Rep. del Congo                                                       | 1 – 0                                                                | Gabon                                                                | Coppa d'Africa 2015 - 1º turno                                       | -                                                                    | 56’                                                                  |
| 25-1-2015                                                            | Bata                                                                 | Guinea Equatoriale                                                   | 2 – 0                                                                | Gabon                                                                | Coppa d'Africa 2015 - 1º turno                                       | -                                                                    | 77’                                                                  |
| 25-3-2015                                                            | Beauvais                                                             | Gabon                                                                | 4 – 3                                                                | Mali                                                                 | Amichevole                                                           | -                                                                    |                                                                      |
| 30-3-2015                                                            | Libreville                                                           | Gabon                                                                | 0 – 0                                                                | Bielorussia                                                          | Amichevole                                                           | -                                                                    | 65’                                                                  |
| 14-6-2015                                                            | Libreville                                                           | Gabon                                                                | 0 – 0                                                                | Costa d'Avorio                                                       | Amichevole                                                           | -                                                                    | 65’                                                                  |
| 5-9-2015                                                             | Libreville                                                           | Gabon                                                                | 4 – 0                                                                | Sudan                                                                | Amichevole                                                           | -                                                                    |                                                                      |
| 9-10-2015                                                            | Radès                                                                | Tunisia                                                              | 3 – 3                                                                | Gabon                                                                | Amichevole                                                           | 1                                                                    |                                                                      |
| 12-10-2015                                                           | Mons                                                                 | Gabon                                                                | 1 – 2                                                                | RD del Congo                                                         | Amichevole                                                           | -                                                                    |                                                                      |
| 11-11-2015                                                           | Maputo                                                               | Mozambico                                                            | 1 – 0                                                                | Gabon                                                                | Qual. Mondiali 2018                                                  | -                                                                    | 82’                                                                  |
| 14-11-2015                                                           | Libreville                                                           | Gabon                                                                | 1 – 0 dts (4 – 3 dtr)                                                | Mozambico                                                            | Qual. Mondiali 2018                                                  | -                                                                    | 46’ 97’                                                              |
| 25-3-2016                                                            | Franceville                                                          | Gabon                                                                | 2 – 1                                                                | Sierra Leone                                                         | Amichevole                                                           | -                                                                    | 70’                                                                  |
| 28-3-2016                                                            | Freetown                                                             | Sierra Leone                                                         | 1 – 0                                                                | Gabon                                                                | Amichevole                                                           | -                                                                    | 86’                                                                  |
| 28-5-2016                                                            | Sant Adrià de Besòs                                                  | Mauritania                                                           | 2 – 0                                                                | Gabon                                                                | Amichevole                                                           | -                                                                    |                                                                      |
| 4-6-2016                                                             | Bouaké                                                               | Costa d'Avorio                                                       | 2 – 1                                                                | Gabon                                                                | Amichevole                                                           | -                                                                    |                                                                      |
| 2-9-2016                                                             | Khartoum                                                             | Sudan                                                                | 1 – 2                                                                | Gabon                                                                | Amichevole                                                           | -                                                                    | 90’                                                                  |
| 6-9-2016                                                             | Limbé                                                                | Camerun                                                              | 2 – 1                                                                | Gabon                                                                | Amichevole                                                           | 1                                                                    | 46’                                                                  |
| 8-10-2016                                                            | Franceville                                                          | Gabon                                                                | 0 – 0                                                                | Marocco                                                              | Qual. Mondiali 2018                                                  | -                                                                    | 35’                                                                  |
| 14-1-2017                                                            | Libreville                                                           | Gabon                                                                | 1 – 1                                                                | Guinea-Bissau                                                        | Coppa d'Africa 2017 - 1º turno                                       | -                                                                    | 73’                                                                  |
| 4-6-2017                                                             | Libreville                                                           | Gabon                                                                | 0 – 0                                                                | Zambia                                                               | Amichevole                                                           | -                                                                    | 56’                                                                  |
| 10-6-2017                                                            | Bamako                                                               | Mali                                                                 | 2 – 1                                                                | Gabon                                                                | Qual. Coppa d'Africa 2019                                            | -                                                                    | 42’                                                                  |
| 2-9-2017                                                             | Libreville                                                           | Gabon                                                                | 0 – 3                                                                | Costa d'Avorio                                                       | Qual. Mondiali 2018                                                  | -                                                                    | 70’                                                                  |
| 8-9-2018                                                             | Libreville                                                           | Gabon                                                                | 1 – 1                                                                | Burundi                                                              | Qual. Coppa d'Africa 2019                                            | -                                                                    |                                                                      |
| 11-9-2018                                                            | Libreville                                                           | Gabon                                                                | 1 – 1                                                                | Zambia                                                               | Amichevole                                                           | -                                                                    | 61’                                                                  |
| 17-11-2018                                                           | Libreville                                                           | Gabon                                                                | 0 – 1                                                                | Mali                                                                 | Qual. Coppa d'Africa 2019                                            | -                                                                    | 82’                                                                  |
| 10-10-2019                                                           | Saint-Leu-la-Forêt                                                   | Burkina Faso                                                         | 0 – 1                                                                | Gabon                                                                | Amichevole                                                           | -                                                                    |                                                                      |
| 14-11-2019                                                           | Kinshasa                                                             | RD del Congo                                                         | 0 – 0                                                                | Gabon                                                                | Qual. Coppa d'Africa 2021                                            | -                                                                    |                                                                      |
| 17-11-2019                                                           | Libreville                                                           | Gabon                                                                | 2 – 1                                                                | Angola                                                               | Qual. Coppa d'Africa 2021                                            | -                                                                    | 55’                                                                  |
| 11-10-2020                                                           | Lisbona                                                              | Gabon                                                                | 0 – 2                                                                | Benin                                                                | Amichevole                                                           | -                                                                    |                                                                      |
| 12-11-2020                                                           | Libreville                                                           | Gabon                                                                | 2 – 1                                                                | Gambia                                                               | Qual. Coppa d'Africa 2021                                            | -                                                                    |                                                                      |
| 16-11-2020                                                           | Bakau                                                                | Gambia                                                               | 2 – 1                                                                | Gabon                                                                | Qual. Coppa d'Africa 2021                                            | -                                                                    | 77’                                                                  |
| 25-3-2021                                                            | Libreville                                                           | Gabon                                                                | 3 – 0                                                                | RD del Congo                                                         | Qual. Coppa d'Africa 2021                                            | -                                                                    |                                                                      |
| 29-3-2021                                                            | Benguela                                                             | Angola                                                               | 2 – 0                                                                | Gabon                                                                | Qual. Coppa d'Africa 2021                                            | -                                                                    | 74’                                                                  |
| 1-9-2021                                                             | Bengasi                                                              | Libia                                                                | 2 – 1                                                                | Gabon                                                                | Qual. Mondiali 2022                                                  | -                                                                    |                                                                      |
| 5-9-2021                                                             | Franceville                                                          | Gabon                                                                | 1 – 1                                                                | Egitto                                                               | Qual. Mondiali 2022                                                  | -                                                                    | 66’                                                                  |
| 8-10-2021                                                            | Luanda                                                               | Angola                                                               | 3 – 1                                                                | Gabon                                                                | Qual. Mondiali 2022                                                  | -                                                                    |                                                                      |
| 11-10-2021                                                           | Franceville                                                          | Gabon                                                                | 2 – 0                                                                | Angola                                                               | Qual. Mondiali 2022                                                  | -                                                                    |                                                                      |
| 12-11-2021                                                           | Franceville                                                          | Gabon                                                                | 1 – 0                                                                | Libia                                                                | Qual. Mondiali 2022                                                  | -                                                                    |                                                                      |
| 2-1-2022                                                             | Dubai                                                                | Burkina Faso                                                         | 3 – 0                                                                | Gabon                                                                | Amichevole                                                           | -                                                                    | Uscita                                                               |
| 4-1-2022                                                             | Dubai                                                                | Mauritania                                                           | 1 – 1                                                                | Gabon                                                                | Amichevole                                                           | -                                                                    |                                                                      |
| 10-1-2022                                                            | Yaoundé                                                              | Gabon                                                                | 1 – 0                                                                | Comore                                                               | Coppa d'Africa 2021 - 1º turno                                       | -                                                                    |                                                                      |
| 14-1-2022                                                            | Yaoundé                                                              | Gabon                                                                | 1 – 1                                                                | Ghana                                                                | Coppa d'Africa 2021 - 1º turno                                       | -                                                                    | 45’                                                                  |
| 18-1-2022                                                            | Yaoundé                                                              | Gabon                                                                | 2 – 2                                                                | Marocco                                                              | Coppa d'Africa 2021 - 1º turno                                       | -                                                                    |                                                                      |
| 23-1-2022                                                            | Limbe                                                                | Burkina Faso                                                         | 1 – 1 dts (7 - 6 dtr)                                                | Gabon                                                                | Coppa d'Africa 2021 - Ottavi di finale                               | -                                                                    |                                                                      |
| 4-6-2022                                                             | Kinshasa                                                             | RD del Congo                                                         | 0 – 1                                                                | Gabon                                                                | Qual. Coppa d'Africa 2023                                            | -                                                                    |                                                                      |
| 8-6-2022                                                             | Franceville                                                          | Gabon                                                                | 0 – 0                                                                | Mauritania                                                           | Qual. Coppa d'Africa 2023                                            | -                                                                    | 8’                                                                   |
| 20-11-2022                                                           | Adalia                                                               | Gabon                                                                | 3 – 1                                                                | Niger                                                                | Amichevole                                                           | -                                                                    | Uscita                                                               |
| 23-3-2023                                                            | Franceville                                                          | Gabon                                                                | 1 – 0                                                                | Sudan                                                                | Qual. Coppa d'Africa 2023                                            | -                                                                    |                                                                      |
| 27-3-2023                                                            | Omdurman                                                             | Sudan                                                                | 1 – 0                                                                | Gabon                                                                | Qual. Coppa d'Africa 2023                                            | -                                                                    | 61’                                                                  |
| 9-9-2023                                                             | Nouakchott                                                           | Mauritania                                                           | 2 – 1                                                                | Gabon                                                                | Qual. Coppa d'Africa 2023                                            | -                                                                    |                                                                      |
| 17-10-2023                                                           | São João da Venda                                                    | Guinea                                                               | 1 – 1                                                                | Gabon                                                                | Amichevole                                                           | -                                                                    |                                                                      |
| 16-11-2023                                                           | Franceville                                                          | Gabon                                                                | 2 – 1                                                                | Kenya                                                                | Qual. Mondiali 2026                                                  | 1                                                                    |                                                                      |
| 19-11-2023                                                           | Dar-es-Salaam                                                        | Burundi                                                              | 1 – 2                                                                | Gabon                                                                | Qual. Mondiali 2026                                                  | -                                                                    |                                                                      |
| 7-6-2024                                                             | Korhogo                                                              | Costa d'Avorio                                                       | 1 – 0                                                                | Gabon                                                                | Qual. Mondiali 2026                                                  | -                                                                    | 89’                                                                  |
| 11-6-2024                                                            | Franceville                                                          | Gabon                                                                | 3 – 2                                                                | Gambia                                                               | Qual. Mondiali 2026                                                  | -                                                                    |                                                                      |
| 6-9-2024                                                             | Agadir                                                               | Marocco                                                              | 4 – 1                                                                | Gabon                                                                | Qual. Coppa d'Africa 2025                                            | -                                                                    |                                                                      |
| 10-9-2024                                                            | Franceville                                                          | Gabon                                                                | 2 – 0                                                                | Rep. Centrafricana                                                   | Qual. Coppa d'Africa 2025                                            | -                                                                    |                                                                      |
| 11-10-2024                                                           | Franceville                                                          | Gabon                                                                | 0 – 0                                                                | Lesotho                                                              | Qual. Coppa d'Africa 2025                                            | -                                                                    |                                                                      |
| 15-10-2024                                                           | Durban                                                               | Lesotho                                                              | 0 – 2                                                                | Gabon                                                                | Qual. Coppa d'Africa 2025                                            | -                                                                    | 90+3’                                                                |
| 15-11-2024                                                           | Franceville                                                          | Gabon                                                                | 1 – 5                                                                | Marocco                                                              | Qual. Coppa d'Africa 2025                                            | -                                                                    | 49’ 69’                                                              |
| 18-11-2024                                                           | Johannesburg                                                         | Rep. Centrafricana                                                   | 0 – 1                                                                | Gabon                                                                | Qual. Coppa d'Africa 2025                                            | 1                                                                    | 41’                                                                  |
| 20-3-2025                                                            | Franceville                                                          | Gabon                                                                | 3 – 0                                                                | Seychelles                                                           | Qual. Mondiali 2026                                                  | -                                                                    |                                                                      |
| 23-3-2025                                                            | Nairobi                                                              | Kenya                                                                | 1 – 2                                                                | Gabon                                                                | Qual. Mondiali 2026                                                  | -                                                                    | 84’                                                                  |
| Totale                                                               |                                                                      | Presenze                                                             | 77                                                                   |                                                                      | Reti                                                                 | 4                                                                    |                                                                      |

## Palmarès

### Club

#### Competizioni nazionali
- Coppa di Russia: 1

Rostov: 2013-2014
- Coppa della Repubblica Ceca: 1

Sparta Praga: 2019-2020
- Campionato serbo: 5

Stella Rossa: 2020-2021, 2021-2022, 2022-2023, 2023-2024, 2024-2025
- Coppa di Serbia: 5

Stella Rossa: 2020-2021, 2021-2022, 2022-2023, 2023-2024, 2024-2025